# Faliraki

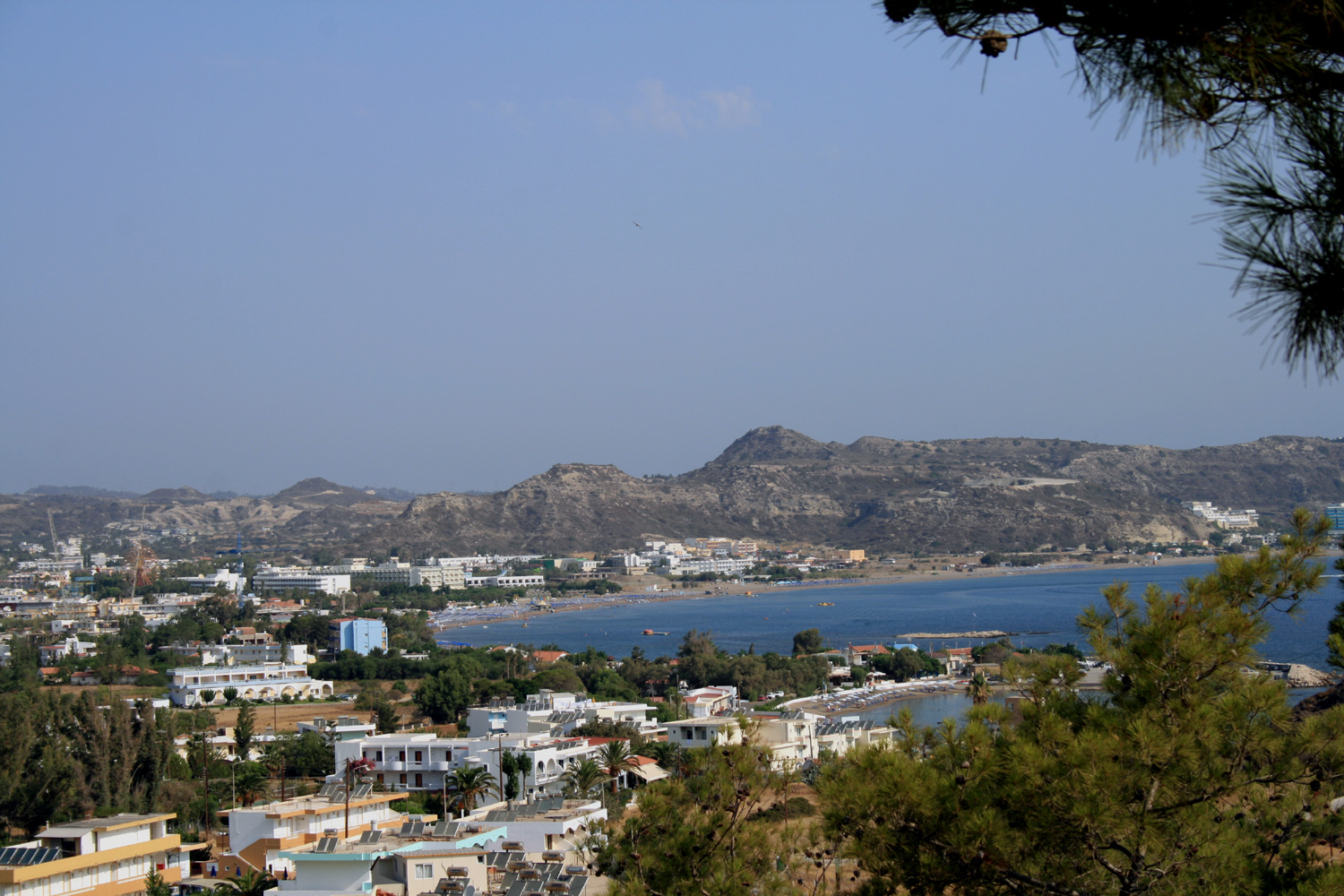
Vy över Faliraki

Faliraki (grekiska: Φαληράκι) är en semesterort i prefekturen Dodekanisos på ön Rhodos. Avståndet mellan orten och staden Rhodos är cirka 18 km.